# Mercado de Colón
El mercado de Colón se encuentra ubicado en la calle Jorge Juan número 19 de la ciudad de Valencia (España). El edificio, fue concebido y realizado por el arquitecto Francisco Mora Berenguer entre los años 1914 y 1916. Es uno de los mejores ejemplos de la arquitectura del modernismo valenciano de principios de siglo. Está declarado además como Monumento Nacional. 
Actualmente está rehabilitado y dotado de comercios y establecimientos dedicados a la hostelería. Se destinó a cubrir las crecientes necesidades del Ensanche de Valencia, dominado por la clase burguesa.

## Reseña histórica

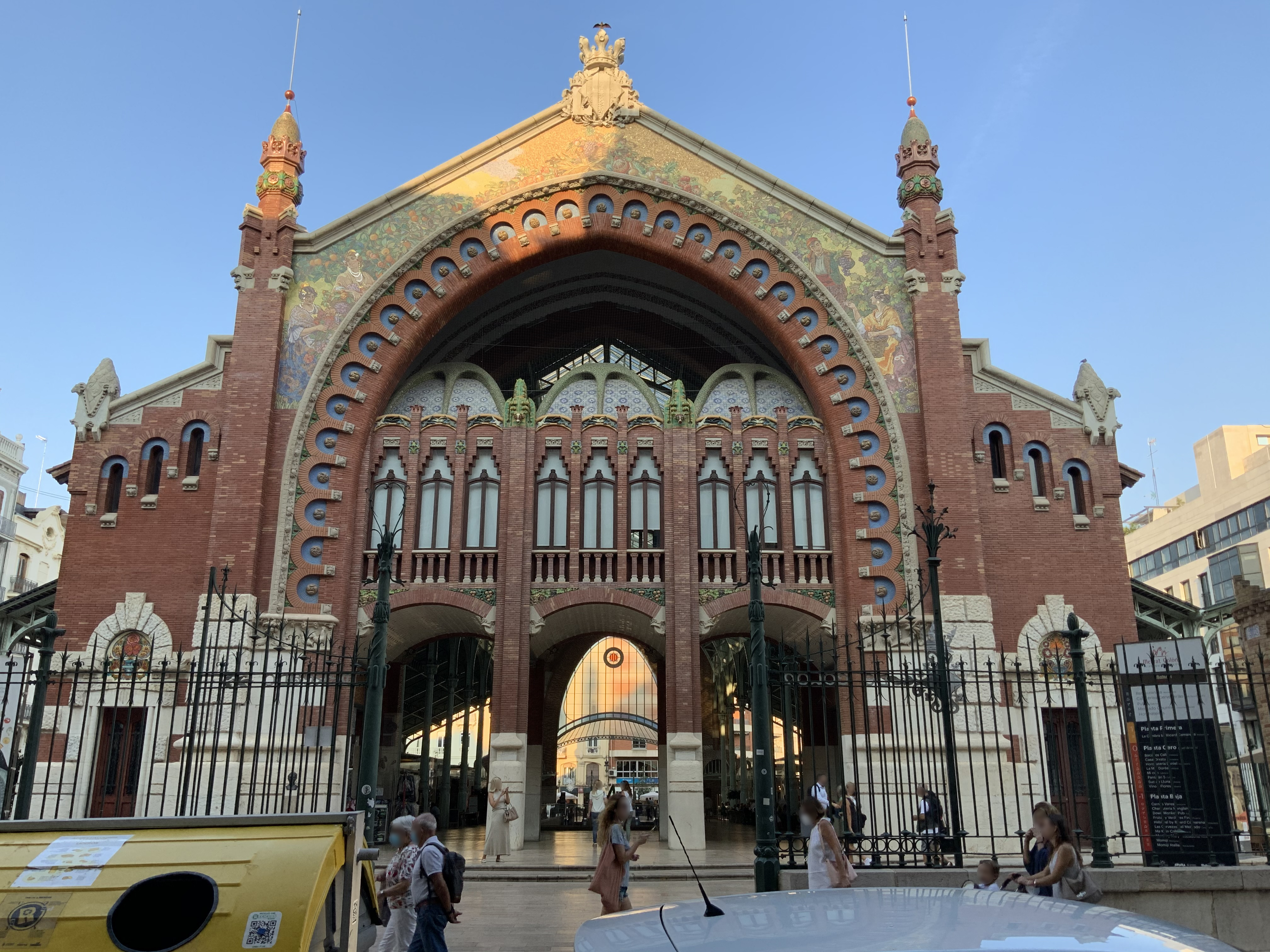
Fachada al atardecer.

El mercado de Colón se encuentra en el Ensanche de la ciudad, entre las calle Colón y Gran Vía Marqués de Turia (c/ Conde Salvatierra, c/ Jorge Juan, c/ Cirilo Amorós, c/ Martínez Ferrando), ubicado en lo que antiguamente fuera la fábrica de gas del Marqués de Campo.

Fue proyectado en 1914 por  Francisco Mora Berenguer(1875-1961) quien estudió en la Escuela Superior de Arquitectura de Barcelona y tuvo un contacto muy directo con el modernismo catalán, especialmente con la obra de Gaudí, la de Puig i Cadafalch, la de Doménech i Montaner y con la concepción de sus profesores Antonio M.ª Gallissá i Soque y Joan Torras i Guardiola de la arquitectura como una obra de arte total, fruto del compendio de todas las artes y oficios.

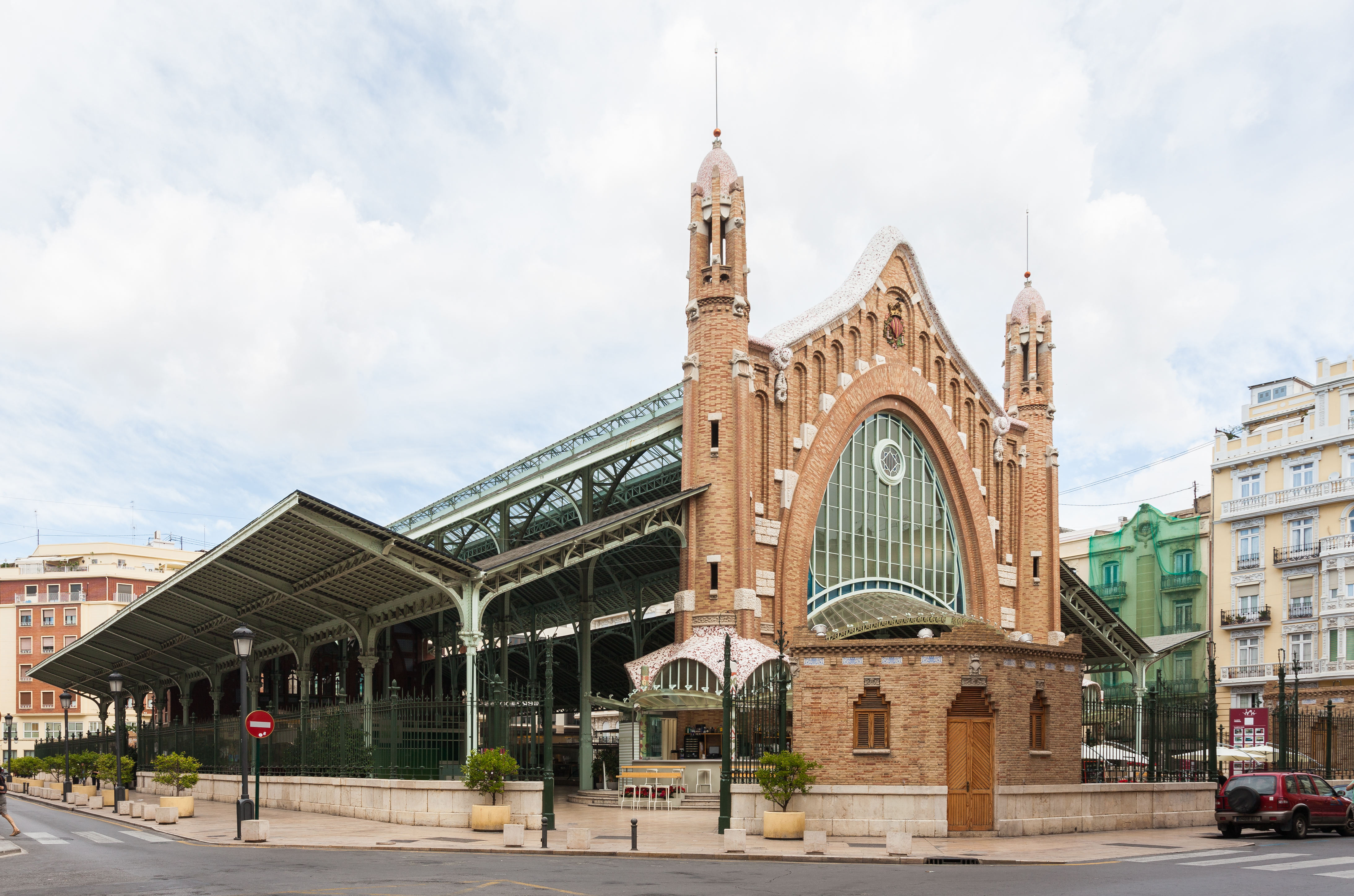
El mercado de Colon en Cirilo Amorós

Las obras de Mora no fueron consideradas modernistas en su época. El vocablo modernismo era entonces un término peyorativo que se utilizaba para calificar exclusivamente aquellas arquitecturas importadas de Bruselas o Viena, con formas o decoraciones banales. Tanto el modernismo de Mora como el de Doménech i Montaner y Puig i Cadafalch era considerado como una arquitectura moderna surgida a partir de la arquitectura tradicional, ornamentada y adaptada a las necesidades de su época con el concurso de los nuevos materiales.
Los antecedentes administrativos del mercado de Colón se encuentran en las continuas peticiones de propietarios y vecinos al Ayuntamiento hacia 1890, en los que solicitaban la implantación de mercados provisionales o definitivos en la zona del Ensanche para evitar la venta ambulante que se generaba con la necesidad de obtener mercancías y artículos de primera necesidad sin la incomodidad de llegar a los alejados mercados Central o de Ruzafa. La gestación del proyecto para el mercado de Colón no comenzó con el encargo que recibió Mora como arquitecto municipal en 1913, sino tres años antes, con su propuesta a concurso para el mercado central finalmente adjudicada a Alejandro Soler y a Francisco Guardia, en ella sugería muchas de las formas que posteriormente emplearía en el proyecto del Mercado del Ensanche. Demetrio Ribes fue nombrado arquitecto director de las obras dada su experiencia en el manejo de estructuras metálicas para estaciones de tren. Fue él quien ejecutó el diseño de la estructura metálica de la cubierta a base de marquesinas laterales abiertas en forma de Y que dotaban al edificio de una mejor ventilación.
El proyecto original del mercado presentado por Mora el 17 de abril de 1913 fue modificado ante las sugerencias de la Comisión de ensanche en varias ocasiones afectando a la configuración y decoración de las fachadas recayentes a las calles Filipinas y Ciscar, la incorporación de los voladizos en las fachadas laterales y la distribución final de los puestos de venta. Los planos definitivos fueron entregados el 8 de agosto de 1913. La construcción del mercado estuvo salpicada de dudas sobre si se le dotaba de uno o varios sótanos en el subsuelo del mismo. Ante una solicitud del presidente de la comisión municipal del ensanche de 14 de julio de 1915, Mora elaboró un par de proyectos para su construcción finalmente rechazados por la misma Comisión.

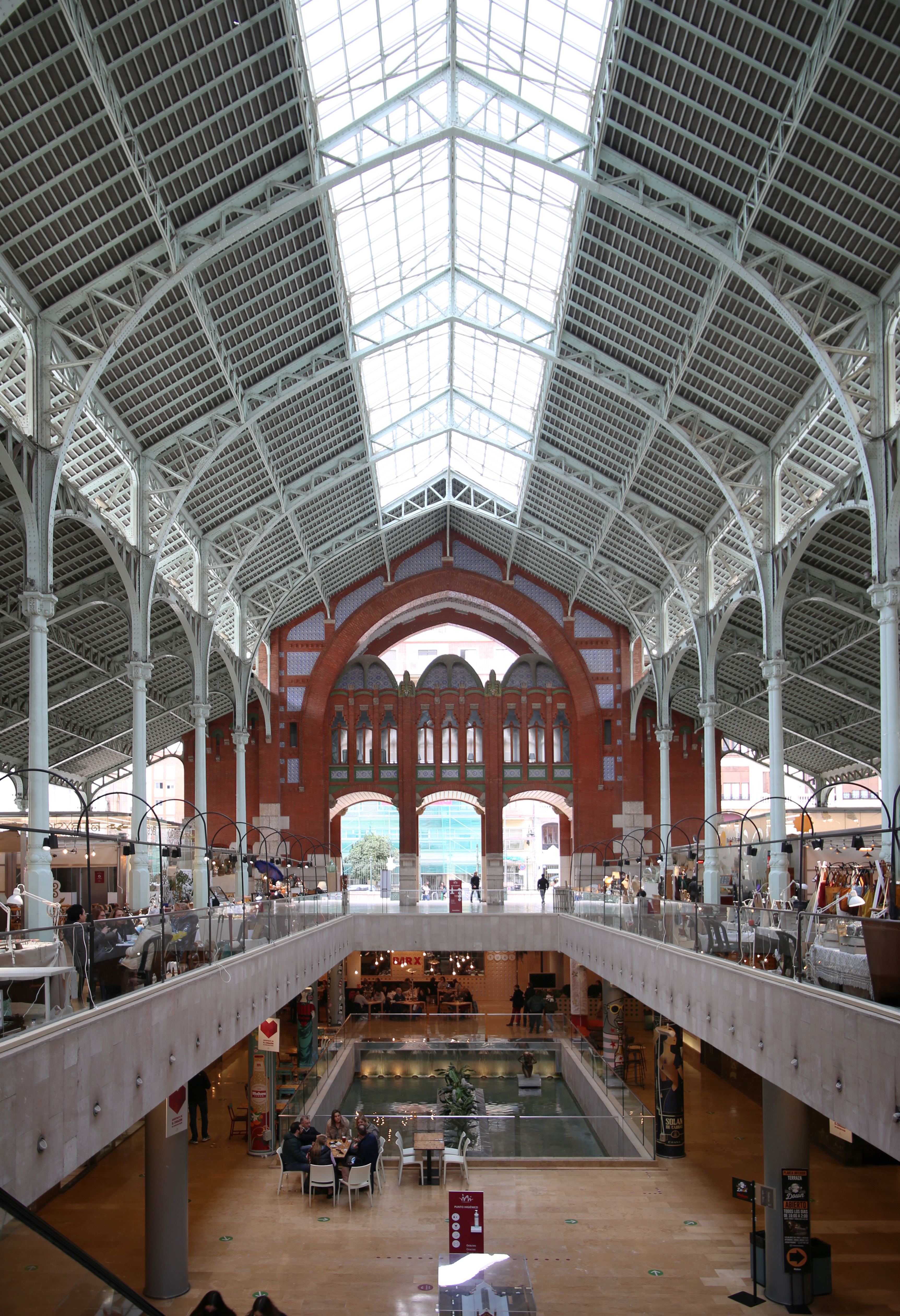
Interior del edificio

El mercado de Colón, como cualquier obra modernista participa de una vasta visión de la arquitectura como obra de arte total, en la que el diseño se extiende desde la concepción del edificio hasta cada uno de los elementos que lo forman, haciendo especial hincapié en las artes aplicadas. De esta manera, Mora puso especial interés en el diseño de las columnas de fundición de hierro, en el ladrillo, en la cerámica policromada: utilizada como elemento estético y ornamental en mosaicos y revestimientos de fachadas, el vidrio, la sillería de piedra, la piedra artificial, utilizada para el programa iconográfico del Mercado y la carpintería. A tenor de todo lo expuesto, queda patente el gusto de Francisco Mora por el detalle y la estima que este arquitecto sentía por artesanos y artistas.
El 24 de diciembre de 1916, día de Nochebuena, se inauguraba el mercado de Colón, y según un diario local, fue un evento espectacular: de la plaza de toros salió una cabalgata formada por la Guardia Municipal Montada, con los timbales y clarines de la ciudad, la Roca de la Fama, los vendedores del mercado, los grupos «La pesca», «Aves y carnes» y «Flores, frutas y hortalizas», una carroza ocupada por la reina de la Fiesta acompañada por su corte de honor. La Banda Municipal y una sección de la Guardia Civil cerraron el festejo.
Poco a poco el mercado fue decayendo a finales del siglo XX, los comerciantes que tenían arrendadas bancas al Ayuntamiento se fueron jubilando, retirando o simplemente cerrando debido a que el deterioro y la falta de mantenimiento del mercado ahuyentaba a sus clientes. A pesar de todo, la Tenencia de Alcaldía tuvo allí su sede hasta el año 2000.
Entre 2003 y 2009 se llevó a cabo un proyecto de restauración integral haciendo hincapié en el entorno inmediato y el interior del edificio, revalorizando del edificio como patrimonio histórico y arquitectónico. El proyecto de restauración propuesto por el Arquitecto Municipal de Mercados Luis López Silgo, incluía la ejecución de cuatro sótanos bajo el edificio, sin afectar a su estructura, al servicio del propio mercado y del entorno residencial. Se abrió una claraboya y un nuevo atrio hacia la planta del primer sótano, generando una terraza y permitiendo el acceso de luz natural. Se intervino también en el solado, el mobiliario urbano y la generación de nuevos espacios dedicados a la hostelería y restauración. El proyecto fue galardonado con una Medalla de Oro por el Instituto Americano de Arquitectos en la categoría de Diseño de Interiores y Restauración en la Bienal de Arquitectura de Miami en diciembre de 2003. Las obras fueron dirigidas por el arquitecto autor del proyecto y por Enrique Martínez-Díaz, también catedrático de la UPV.
En la actualidad, el antiguo mercado de Colón se ha transformado en un centro de hostelería con una vibrante vida social y comercial. Alberga una oferta gastronómica que incluye una horchatería tradicional, una biocafetería-biocervecería, una cafetería-franquicia, dos cervecerías extranjeras y un restaurante. La oferta gastronómica convive con una floristería y los tres únicos establecimientos originales que han perdurado: una charcutería delicatesen, una pescadería y una frutería; El primer sótano, beneficiándose de la luz natural, deja la parte central libre para eventos culturales, dejando el espacio restante como zona de aparcamiento.

## Descripción arquitectónica
El mercado de Colón tiene una superficie total de 3500 m². Presenta una planta basilical de 3 naves, una central de 18,60 m de altura y dos laterales menores de 9,70 m de luz con voladizos de 6 m a cada lado, organizada en 9 crujías de 7 m de separación.
La estructura está formada por cerchas y arcos de celosía metálica realizadas mediante perfilería compuesta por uniones roblonadas, y tornillos en los enlaces con los pilares de fundición que soportan la cubierta, con alturas de 8 y 5 m, con capitel y base ornamentada.
La cobertura está realizada mediante placas de fibrocemento cuadradas modelo «eternit», sujetas con alambre según sus diagonales. Las diferentes alturas de los paños de cubierta facilitan aberturas longitudinales para iluminación y ventilación del espacio. A lo largo de la cumbrera se abría un lucernario que proporciona la iluminación natural de la nave.
Sobre la planta baja diáfana, jalonada por las alineaciones de pilares, se disponen los puestos de mercado que no corresponden a los diseños inicialmente previstos, como sucedió también con la verja perimetral. El acceso al recinto se produce por ocho grandes puertas que proporcionan una gran permeabilidad y conectan funcionalmente con el entorno en todo su perímetro. Están realizadas con perfiles y chapas de acero, con elementos ornamentales de fundición y forja. Las puertas están situadas en los chaflanes y en los centros de cada fachada.
En la fachada recayente a la hoy calle Jorge Juan se ubica un pabellón destinados a usos municipales, de 31 x 7,5 m de base, que se eleva en un arco ojival de 16 m de altura de clave y 13 m de luz entre apoyos, con la profundidad de una crujía. Arranca de sendos cuerpos de base rectangular, en uno de los cuales se encuentra la escalera de acceso a la galería superior. En el otro se encuentran diversas galerías municipales distribuidas en tres plantas. Entre ambos elementos cruza una galería destinada a oficinas, construida como un puente entre los apoyos del arco. Su ejecución, realizada a base de fábrica de ladrillo con arcos, dinteles, esquinas y canteados de piedra artificial y basamentos de piedra natural, presenta un revestimiento policromado de mosaico veneciano en el arco y mosaico veneciano en las bóvedas interiores, del mismo modo que los pináculos, que están coronados con piezas cerámicas vitrificadas en colores vivos. Sobre la cubierta del pabellón, se alzan dos chimeneas rematadas con formas curvas revestidas con fragmentos cerámicos. Esta fachada presenta un programa iconográfico y simbólico completísimo, en el que están presentes desde la volatería (pavos, patos, gallinas faisanes, ocas, gallos) hasta la carnicería (carnes, cerdos, vacas, conejos), pasando por la pescadería (cangrejos, cigalas, anguilas, peces, moluscos), las hortalizas (calabazas, maíz, pimientos pepinos, tomates), caracoles, flores de diverso tipo y, por supuesto, la fruta (higos, limones, albaricoques, piñas piñoneras, ananás, vides, plátanos, melones, granadas, manzanas, naranjas, peras). Este planteamiento del programa decorativo era común en otros arquitectos de la época como Doménech i Montaner, Puig i Cadafalch o Gaudí, pero su desarrollo tan completo y exhaustivo recuerda necesariamente a la Portada del Nacimiento de la Sagrada Familia de Barcelona de Gaudí, de cuya erección fue testigo directo Francisco Mora durante sus años de estudiante, en sus visitas al taller de Gaudí.
A diferencia de la fachada de la calle Jorge Juan, la recayente a la de Conde Salvatierra, consta de un solo plano carente de volumetría, ejecutada así mismo en fábrica de ladrillo y combinación de piedra natural y artificial. El plano de esta fachada está limitado lateralmente por sendas columnas troncocónicas terminadas en pináculos, en cuyo centro se abre un gran arco parabólico de fábrica de ladrillo de dimensiones similares al otro y cuyo tímpano es cerrado por una colosal vidriera. La parte inferior de ésta se remata a unos 4 m de altura mediante marquesina de cristal sobre carpintería metálica. En la base de los dos grandes pináculos laterales se ubican los puestos de flores, de gran ligereza y cubierta ondulada revestida también con fragmentos cerámicos. Esta fachada, por el contrario, aparece desornamentada, a excepción de algunos detalles aislados e imperceptibles en el conjunto como los carneros, los caracoles, las peras y las ristras de ajo.
El conjunto está delimitado por una verja perimetral de cuidado diseño, realizada en hierro y piedra natural, en cuyos chaflanes se alzan cuatro pequeños edículos de una sola planta, uno destinado a aseos de público y vendedores y el resto utilizados como almacén.
El mercado fue restaurado por completo durante entre los años 1999 y 2003, según proyecto del arquitecto Luis López Silgo, siendo las obras dirigidas por el arquitecto autor del proyecto y por Enrique Martínez-Díaz. Obtuvo el Premio Europa Nostra a la mejor intervención arquitectónica en dicho año.
Las fases de la obra se estructuraron en tres actuaciones bien diferenciadas en cuanto a su complejidad, dedicación y sensibilidad: una primera fase de recalce, consolidación y readaptación de la cimentación existente para permitir la excavación de cuatro plantas por debajo de la cota cero; una segunda centrada en la recuperación de la nave histórica, que mostraba asentamientos así como oxidaciones importantes en los nudos de la estructura primigenia de hierro; y una tercera actuación destinada a la rehabilitación de las fábricas de ladrillo de las portadas, así como la recuperación de todos aquellos elementos perdidos o sustituidos en aras de la reivindicación el aspecto original del edificio. 
El proyecto de habilitación ha creado un marco elegante y sensible donde se puede apreciar el monumento en un entorno moderno y cómodo donde la vanguardia de hoy se une al Modernismo del pasado. El proyecto contemporáneo sirve de contrapunto elegante del edificio histórico y deja el protagonismo del monumento intacto – creando un espacio donde relajarse, ver y escuchar con calidad de vida el atractivo del centro de la ciudad. Actualmente incluye franquicias comerciales, cafeterías de lujo y un aparcamiento subterráneo.